# تکین (دینار)
تکین (به ترکی استانبولی: Tekin) یک منطقهٔ مسکونی در ترکیه است که در دینار (شهر) واقع شده‌است.